# Kastellet (Copenaghen)

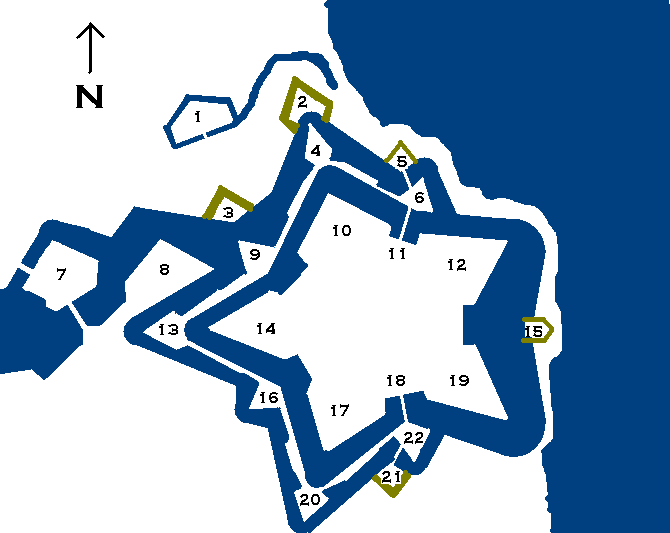
Kastellet verso 1750:
1) Lunetta del Spitsbergen
2) Ridotta delle Far Oer
3) Ridotta del Hetland
4) Controguardia del Lolland
5) Ridotta della Norvegia
6) Rivellino della Norvegia
7) Rivellino del Østerport
8) Bastione della Groenlandia
9) Rivellino del Bornholm
10) Bastione del Principe
11) Cancello della Norvegia
12) Bastione della Principessa
13) Controguardia del Møn
14) Bastione del Re
15) Ridotta del Pinneberg
16) Rivellino della Fionia
17) Bastione della Regina
18) Cancello del Re (o Cancello della Zelanda)
19) Bastione del Conteggio
20) Controguardia del Falster
21) Ridotta della Zelanda
22) Rivellino della Zelanda.

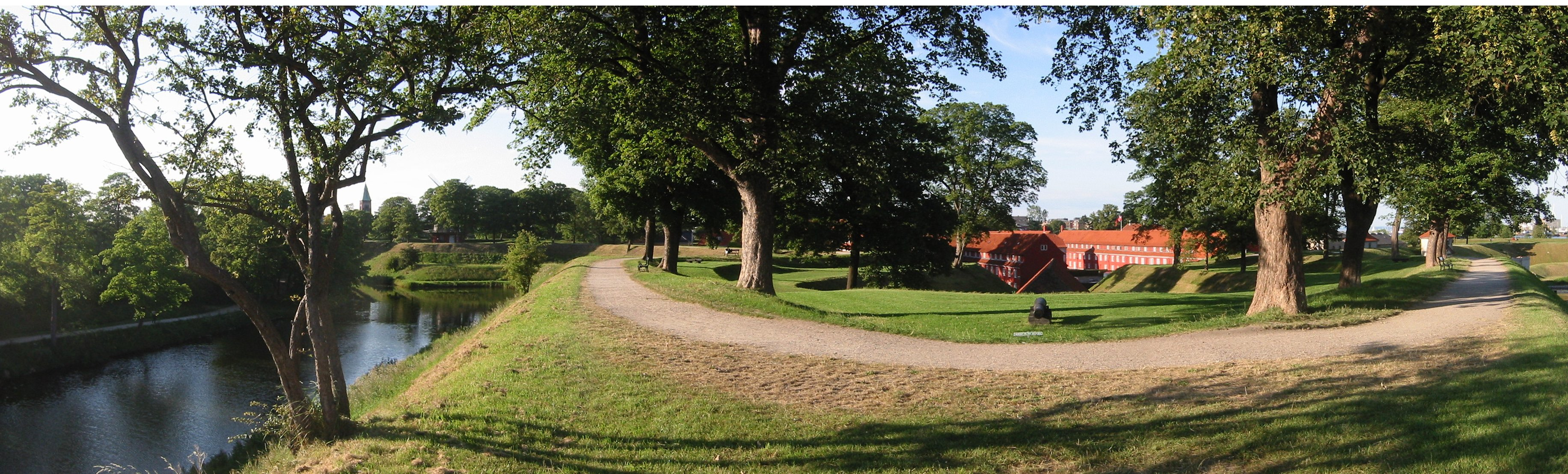
Una vista dei fossati

Kastellet (lett. "Cittadella" in lingua danese) è un'antica fortificazione militare della città di Copenaghen, costruita come parte dei bastioni di Copenaghen da Cristiano IV a partire dal 1624. La fortificazione, dalla forma di una stella a cinque punte, è composta da cinque bastioni. Da ovest e in senso antiorario, i cinque bastioni sono il Bastione del Re, della Regina, del Conte, della Principessa e del Principe. Ci sono anche tre rivellini e due controguardie. Kastellet ha anche una propria chiesa, la Kastelskirken (dal 1902 chiesa parrocchiale di Kastels Sogn) e un mulino.
La zona, costituita da una sorta di terrapieno erboso alla cui sommità sono piantati degli alberi, è aperta al pubblico ed è attraversata da un piccolo sentiero punteggiato da panchine.